# Nabais
Nabais é uma localidade portuguesa do Município de Gouveia, na antiga província da Beira Alta, região do Centro e sub-região da Serra da Estrela, que foi sede da extinta Freguesia de Nabais, freguesia que tinha 7,19 km² de área e 405 habitantes (2011), e, por isso, uma densidade populacional de 56,3 hab/km².
A Freguesia de Nabais foi extinta em 2013, no âmbito de uma reforma administrativa nacional, para, em conjunto com a Freguesia de Melo, formar uma nova freguesia denominada União das Freguesias de Melo e Nabais com a sede em Melo.
O seu nome deriva da existência de campos dedicados à produção de nabos.[carece de fontes?]

## Património
- Igreja Matriz de Nabais (Igreja de São Cosme)[2];
- Casa do Brasão Perdido;
- Sítio Arqueológico de Nabais.

## População
| Totais | Totais | Totais | Totais | Totais | Totais | Totais | Totais | Totais | Totais | Totais | Totais | Totais | Totais | Totais | Totais |
| ------ | ------ | ------ | ------ | ------ | ------ | ------ | ------ | ------ | ------ | ------ | ------ | ------ | ------ | ------ | ------ |
| Censo  | 1864   | 1878   | 1890   | 1900   | 1911   | 1920   | 1930   | 1940   | 1950   | 1960   | 1970   | 1981   | 1991   | 2001   | 2011   |
| Habit  | 510    | 567    | 624    | 634    | 662    | 670    | 618    | 661    | 635    | 614    | 516    | 564    | 413    | 429    | 405    |
| Varº   |        | +11%   | +10%   | +2%    | +4%    | +1%    | -8%    | +7%    | -4%    | -3%    | -16%   | +9%    | -27%   | +4%    | -6%    |

|     | 0-14 anos | 15-24 anos | 25-64 anos | 65 e + anos |
| Hab | 54 \| 37  | 67 \| 52   | 182 \| 199 | 126 \| 117  |
| Var | -31%      | -22%       | +9%        | -7%         |